# 亚历山大·巴斯特雷金

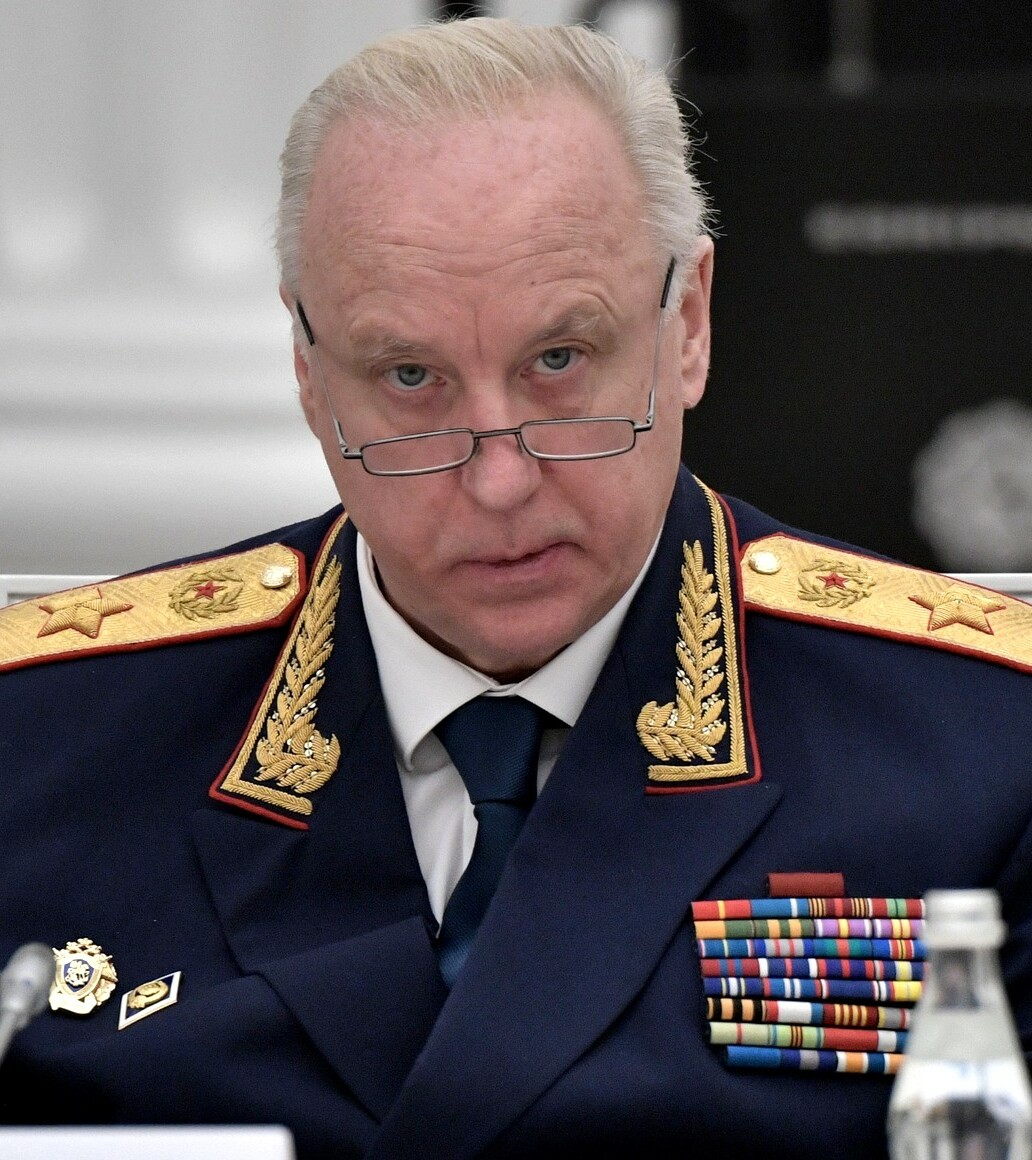
2019年的巴斯特雷金

亚历山大·伊万诺维奇·巴斯特雷金（俄语：Алекса́ндр Ива́нович Бастры́кин），出生于1953年8月27日，是一名俄罗斯律师和官员，自2011年1月15日起担任俄罗斯调查委员会主席。 2007年至2011年担任检察长办公室调查委员会主席。
他拥有司法将军特殊军衔、教授学术职称和法学博士学位。

## 生平
1975年，巴斯特雷金毕业于列宁格勒国立大学法学院，是弗拉基米尔·普京的大学同学。
2007年，普京总统设立了检察长办公室调查委员会，事实上独立于检察长办公室，巴斯特里金担任该机构的首任主席。据报道，这一任命是由伊戈尔·谢钦 (Igor Sechin) 发起的，他希望在 2006 年其亲密盟友弗拉基米尔·乌斯蒂诺夫 (Vladimir Ustinov) 被解除总检察长职务后保留自己的影响力。
2009年11月28日，作为调查委员会负责人在2009年涅夫斯基快车爆炸案现场，巴斯特里金被第二枚炸弹炸伤并住院治疗。据报道，第二枚炸弹的目标是调查人员，是通过手机引爆的。 
在俄罗斯入侵乌克兰期间，他宣布调查委员会已对1300名乌克兰战俘展开刑事调查，称其中92人已被指控犯有反人类罪。这一声明引起了人权专家的批评，国际特赦组织表示，俄罗斯政府“没有分享任何证据支持这些指控”，并且“故意剥夺战俘公平审判的权利构成战争罪。”